# یاسمین (خواننده)

## پیشه
پیشینه اولیه
شاه میر در منچستر، انگلیس از پدری ایرانی و مادری انگلیسی متولد شد. وی در دوردان کودکی از منچستر به کلیمکلم در نزدیکی گلاسگو واقع در اسکاتلند رفت و در آنجا بزرگ شد.
یاسمین پیشه موسیقی خود را در سن هفده سالگی با رها کردن دانشگاه و نقل مکان کردن به لندن، جایی که بر دی جی شدن تمرکز کرد، آغاز کرد.

## موفقیت (۲۰۱۰ تا کنون)
در خلال ماه های سپتامبر و اکتبر سال ۲۰۱۰ میلادی، یاسمین، رپر انگلیسی "Example" را در تور بریتانیایی اش در کنار "دولین" و "اد شارون" همراهی کرد. سپس یاسمین در دومین تک‌آهنگ دولین به نام "فراری"، که نوشتن شعر و هم سرایی آن را بر عهده داشت، ظاهر شد. این تک‌آهنگ در ۲۴ اکتبر سال ۲۰۱۰ میلادی در بریتانیا عرضه شد و در رتبه ۱۵ "UK Singles Chart"، رتبه ۱۸ در اسکاتلند و رتبه ۴۸ اروپا قرار گرفت.
بدنبال موفقیت این تک‌آهنگ، یاسمین با Levels Entertainment قرارداد امضا کرد. وی نخستین تک‌آهنگش را به نام "One My Own" در ۳۰ ژانویه ۲۰۱۱ میلادی منتشر کرد که در رتبه ۳۹ "UK Singles Chart" قرار گرفت. دومین تکخوانی وی "Finish Line" در ۸ می سال ۲۰۱۱ میلادی منتشر شد و در رتبه ۱۳ "UK Singles Chart" و رتبه ۱۴ اسکاتلند قرار گرفت.